# Bangladesh ai Giochi della XXVIII Olimpiade
Il Bangladesh partecipò ai Giochi della XXVIII Olimpiade, svoltisi ad Atene, Grecia, dal 13 al 29 agosto 2004, con una delegazione di 4 atleti impegnati in tre discipline.

## Risultati

### Atletica leggera
| Q | Qualificato al turno successivo per la Classifica in qualificazione                                                          |
| q | Qualificato per il turno successivo per ripescaggio o, negli eventi su campo, conquistando la misura minima per qualificarsi |

Maschile
Eventi su pista e strada
| Atleta              | Evento      | Batteria  | Batteria   | Quarti di finale | Quarti di finale | Semifinale      | Semifinale      | Finale          | Finale          |
| Atleta              | Evento      | Risultato | Classifica | Risultato        | Classifica       | Risultato       | Classifica      | Risultato       | Classifica      |
| ------------------- | ----------- | --------- | ---------- | ---------------- | ---------------- | --------------- | --------------- | --------------- | --------------- |
| Mohammad Shamsuddin | 100 m piani | 11"13     | 8º         | non qualificato  | non qualificato  | non qualificato | non qualificato | non qualificato | non qualificato |

### Nuoto
Maschile
| Atleta      | Evento            | Batteria  | Batteria   | Semifinale      | Semifinale      | Finale          | Finale          |
| Atleta      | Evento            | Risultato | Classifica | Risultato       | Classifica      | Risultato       | Classifica      |
| ----------- | ----------------- | --------- | ---------- | --------------- | --------------- | --------------- | --------------- |
| Jewel Ahmed | 50 m stile libero | 25"47     | 63º        | non qualificato | non qualificato | non qualificato | non qualificato |

Femminile
| Atleta      | Evento            | Batteria  | Batteria   | Semifinale      | Semifinale      | Finale          | Finale          |
| Atleta      | Evento            | Risultato | Classifica | Risultato       | Classifica      | Risultato       | Classifica      |
| ----------- | ----------------- | --------- | ---------- | --------------- | --------------- | --------------- | --------------- |
| Doli Akhter | 50 m stile libero | 30"72     | 61ª        | non qualificata | non qualificata | non qualificata | non qualificata |

### Tiro a segno/volo
Maschile
| Atleta            | Evento                       | Qualificazioni | Qualificazioni | Finale          | Finale          |
| Atleta            | Evento                       | Punti          | Classifica     | Punti           | Classifica      |
| ----------------- | ---------------------------- | -------------- | -------------- | --------------- | --------------- |
| Asif Hossain Khan | Carabina 10 m aria compressa | 587            | =35º           | non qualificato | non qualificato |